# Ticu Archip
Sevastia Ticu Archip (n. 4 ianuarie 1891, Târgoviște, d. 31 martie 1965, București) a fost o prozatoare, traducătoare și autoare de opere dramatice din România.
A fost fiica lui Grigore Archip, licențiată a Facultății de Matematică a Universității din București, asistentă universitară la Facultatea de Matematică și mai apoi profesoară de matematică la liceul de fete "Regina Maria". 
A fost membră fidelă a Cenaclului „Sburătorul”, din 1924, și a colaborat la „Cetatea literară”, „Tiparnița literară”, „Reporter”, „Vremea” etc. În perioada 1926-1928 a făcut parte din comitetul de redacție al Revistei Scriitoarelor și Scriitorilor Români, revistă în care a publicat în 1932 piesa Gura de leu, jucată la Teatrul Național în 1935. 
A fost o antifeministă hotărâtă.
A tradus din Joseph Conrad, Alexandre Dumas, Oscar Wilde, Jules Verne, Maxim Gorki.
Pe strada „Sfântul Constantin” la nr 13A din București există o placă memorială în cinstea ei.

## Activitate literară
Autoarea a debutat cu piesa Inelul, reprezentată în anul 1921 la Teatrul Național din București și publicată anul următor. Începând cu anul 1922 a precventat cenacul Sburătorul , condus de E. Lovinescu. Devine membră activă a acestui cenaclul în 1924. Semnează proză, fragmente din piese de teatru sau articole în diferite reviste „Sburătorul”, „Viața literară”, „Revista scriitoarei”, „Universul literar”, „Gazeta literară”, „Vremea”. interesante sunt volumele povestiri Colecționarul de pietre prețioase (1926), Aventura (1929) și Patul fraților (1949), în care autoarea face dovada unui rafinament oniric, surprinzând dramele senilității, ale psihozelor cu substrat erotic, a angoaselor, impulsurilor criminale și așteptărilor tensionate.
După Al Doilea Război Mondial Ticu Archip s-a ocupat doar de traduceri.

## Opere
Selecție de opere: 
Proză
- Colecționarul de pietre prețioase, nuvele, București, 1926
- Aventura, 1929
- Patul fraților, nuvelă, 1949
- Trilogia de romane Soarele negru, din care apar doar primele două romane, Oameni, 1946 și Zeul, 1949

Teatru
- Inelul, jucată în 1921 la Teatrul Național București[1], București, 1922
- Luminița, București, 1928
- Aventura, București, 1929
- Ecoul, jucată, dar rămasă în manuscris (1930)
- Gură de leu (1936)
- Maria Baskirtseff (1938)[7]

Traduceri
- Lev Tolstoi, Opere, I Copilăria. Adolescența. Tinerețea, în colaborare cu Maria Vlad, București, 1953;
- Iuri Tifonov, Studenții, în colaborare cu I. Frunză, București, 1953;
- Alexandre Dumas, Cei trei mușchetari]], I-II, în colaborare cu M. Fanny Lehrer, București, 1956 (alte ediții: 1959; 1964; 1993; 2002);
- Vilis Lācis, Patria pierdută, în colaborare cu I. Block, București, 1957;
- Bret Harte, Surghiuniții din Poker Flat, Editura Pentru Literatura Universală, 1965
- Jules Verne, Uimitoarele peripeții ale domnului Antifer, în colaborare cu Mimi Westfried, București, 1959 (ediția II,   București, 1970);
- Joseph Conrad, Lord Jim, prefață de M. Bogdan, București, 1964 (ediția II, 1985);
- Hans Scherfig, Primăveri irosite, în colaborare cu Vladimir Munteanu, București, 1964;
- Oscar Wilde, Prințul fericit și alte povestiri, prefață de Vladimir Colin, București, 1960 (alte ediții: 1967, 1976, 1982, 1996);
- Joseph Conrad, Inima întunericului, Pitești, 2003.
- Joseph Conrad, Lord Jim, București, Editura pentru Literatură Universală, 1964